# Diaspor

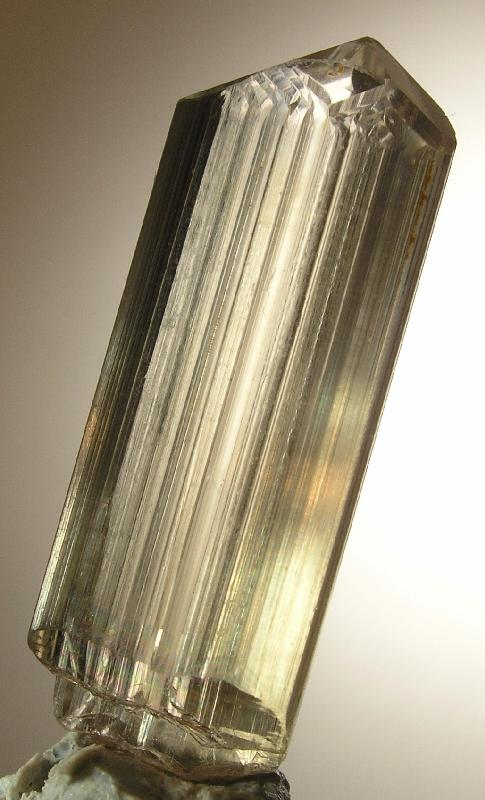
Cristal de diaspor din Turcia

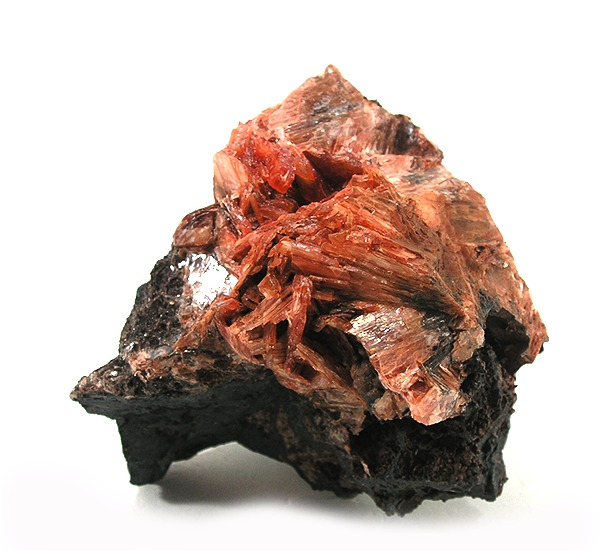
Varietate foarte rară de diaspor bogată în mangan

Mineralul diaspor este un oxid natural hidratat de  aluminiu. Se mai numește diasporit. Formula sa chimică este AlO(OH).

## Istoric și etimologie
Numele diaspor este derivat din cuvântul grecesc „διασπείρειν” (diasperein) care înseamnă dispersie, din cauza proprietății sale de a se fragmenta în foc. Mineralul a fost descris pentru prima dată de către mineralogul francez René-Just Hauy în anul 1801.

## Descriere
Diasporul constituie un component principal al bauxitelor. Se prezintă cristalizat în sistemul rombic, în cristale tubulare, de regulă foarte mărunte. Este de culoare albă, cenușie sau brună, cu luciu sticlos sau sidefos. 

## Depozite
Se găsește în cantități mai mari în:  Quebec, Canada, în minele Lavoûte-Chilhac, Haute-Loire, Auvergne din Franța, în Madagascar, în regiunea Ekaterinburg din Munții Urali, Rusia.
În România se întâlnește la Remeți, Dobrești, Bratca din județul Bihor etc.

## Utilizare
Împreună cu alte minerale din grupa bauxitelor se utilizează pentru obținerea aluminiului.